# Héctor Urrego
Héctor Urrego (nascido em 5 de fevereiro de 1945) é um ex-ciclista colombiano. Representou seu país, Colômbia, no ciclismo nos Jogos Olímpicos de Verão de 1968.